# Хёд
Хёд (др.-сканд. Höðr) — в германо-скандинавской мифологии один из асов, слепой бог. Сын Одина и Фригг. Послужил орудием зловредного Локи для убийства своего брата Бальдра. Для отмщения был в свою очередь убит и попал в Хель.

## Убийство Бальдра

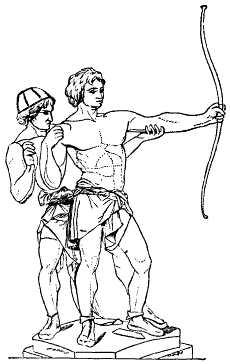
Локи обучает Хёда стрельбе

Было предсказано, что Бальдр погибнет от руки своего брата Хёда. Фригг, желая оградить Бальдра, взяла обещание со всего сущего, что не сможет причинить вреда Светлому Асу, и только маленький побег омелы избежал её пристального материнского внимания, чем и воспользовался Локи.
Узнав об особых способностях Бальдра, Асы стали развлекаться тем, что пытались убить Бальдра. Резали его ножами, кололи копьями и прочим оружием и предметами… И вот Локи привёл слепого Хёда и вложил в его руки тот самый побег омелы, убеждая, что давно уж пытаются убить боги Бальдра — да всё никак не выходит. Значит и он, Хёд, его не убьёт.
Хёд бросает побег омелы, и убивает Бальдра. Среди богов происходит переполох,  Вали впадает в гнев, и убивает брата.
Хёд отправился в Хель и ожидает там Рагнарёка.
По преданию, после Рагнарёка он вернётся в мир живых, и будет в числе новых богов, которые переживут конец света.